# Застава Горње Волте
Застава Горње Волте је хоризонтална тробојка, црно-бело-црвено, и представља три главне реке Црна Волта, Бела Волта и Црвена Волта. Ова застава је усвојена 9. децембра 1959. године. Застава је слична застави Немачког царства. 
Застава је промењена када је Горња Волта постала Буркина Фасо 4. августа 1984.